# Gillhovs kyrka
Gillhovs kyrka är en kyrkobyggnad i byn Gillhov. Den tillhör Hackås församling i Härnösands stift. Byborna uppförde kyrkan av trä under åren 1864 och 1870. Byggmästare Johan Nordell från Gävle ledde arbetet. Kyrkan är 24 meter lång och rymmer 144 personer.
Altaruppsatsen har förfärdigats av bildhuggaren Johan Edler den yngre. Orgel byggd 1894 av orgelbyggare, Anders Christian Anton Schuster, Östersund. ( 1850-1911)

## Klockor
De två kyrkklockorna göts av N.P. Linderberg i Sundsvall år 1869 och 1874.
Den äldsta klockan pryds av texten:
"Kommer, ty all ting äro

nu redo:Lut.14:17

Salige äro de, som kallade äro

till Lammets bröllop.Up.B:49.9

Gjuten år 1869

af N.P.Lindeberg i Sundsvall

då J.Näslund war Pastor

och M.Bergman Comminister

i Näs, Hackås och Gillhof

Församlingar."
Den andra klockan pryds av texten:
"Görer portarna vida

och dörrarna i verlden

höga att ärones Konung

må draga derin Ps.24:7.

Då M.Bergman

var Kyrkoherde i Näs, Hackås

och Gillhofs Församlingar samt

Olof Jönsson och Johan Jonsson

Kyrkovärdar, blef denna klocka

gjuten af N.P.Linderberg i

Sundsvall år 1874"
Klockorna har numera elektrisk ringning.